# Syrets kretslopp
Syrets kretslopp

## Syre - koldioxid - syre
som också är ett koldioxidens kretslopp är det kretslopp som grundämnet syre ingår, inte minst på grund av dess biologiska roll. Syrets kretslopp är således ett biogeokemiskt kretslopp. Vid de gröna växternas fotosyntes omvandlas koldioxid och vatten med hjälp av solenergi till glukos, varvid syre frigörs till atmosfären.
Fotosyntes:   6 H2O (vatten) + 6 CO2 (koldioxid) + solenergi → C6H12O6 (druvsocker) + 6 O2 (syre)
Glukosen lagras hos växten för att användas vid dess cellandning. Vid cellandningen vänds processen. Växten tar upp syre från luften och omvandlar syre och glukos till koldioxid och vatten, varvid den lagrade solenergin frigörs.
Cellandning:  C6H12O6 (druvsocker) + 6 O2 (syre) → 6 H2O (vatten) + 6 CO2 (koldioxid) + energi
Men växterna lagrar dessutom kol i växtmassan vilket gör att ett överskott av syre genereras. Glukosen och syret är även grund för den cellandning som alla levande organismer, alltså djur och nedbrytare, utvinner energi genom. Växterna skulle klara sig ganska bra utan djuren i och med att koldioxid frigörs på nätterna. Djuren däremot skulle inte klara sig utan växterna, för det är bara växter som kan frigöra syre. Men utan levande organismer så skulle ingen nedbrytning av kolet i växterna (förmultning) ske och koldioxiden skulle ta slut när allt kolet är lagrat i växtmassan. Men tack vare kontinentaldriften så frigörs koldioxid i vulkaner då en kontinentalplatta pressas under en annan och smälter.

## Syre - vatten - syre
En till källa till det atmosfäriska syret är när ultraviolett strålning bryter ner vatten eller nitrit i atmosfären till O2 + väte alternativt kväve. De frigjorda väte- eller kväveatomerna försvinner ut i rymden men O2 molekylerna stannar i atmosfären:   
2H2O + energi → 4H + O2
2N2O + energi → 4N + O2
Det atmosfäriska syret har bidragit till skapandet av ozon och ozon-lagret i stratosfären. Ozon-lagret är väldigt viktigt då det absorberar farlig ultraviolett strålning, så kallad UV-C strålning:
O2 + uv energi → 2O
O + O2 → O3
Vätemolekyler reagerar med syremolekyler enligt reaktionen
2H2 + O2 + energi → 2H2O + energi
varvid vatten bildas.

## Syre - oxidering - syre
Syre binds även till olika mineraler. Ett exempel är när syre reagerar med järn och bildar järnoxid (rost):   
4FeO + O2 → 2Fe2O3
Växter och djur tar upp mineraler och frigör därvid bundet syre.